# Marina Cicogna
 Marina Cicogna, née à Rome le 29 mai 1934 et morte dans la même ville le 4 novembre 2023, est une réalisatrice et photographe italienne.

## Biographie
Marina Cicogna est née à Rome mais a grandi à Milan, Venise et Cortina d'Ampezzo. Elle est la fille d'un banquier, et son grand-père Giuseppe Volpi, est un homme fortuné et ancien ministre, qui a fondé le Festival du Film de Venise,.
Marina Cicogna a fréquenté pendant environ un an le Sarah Lawrence College à New York, où elle se lie d'amitié avec la fille de l'acteur Jack Warner. Elle étudie la photographie et prend des clichés en noir et blanc de divers acteurs d'Hollywood, notamment Marilyn Monroe et Greta Garbo. Ces clichés sont ensuite publiés dans un livre.
À l'âge de 32 ans, Marina Cicogna décide de poursuivre sa carrière dans l'industrie cinématographique. Sa mère achète une participation dans une société de distribution de films, et Marina Cicogna sélectionne les films. Elle distribue en Allemagne de l'Ouest le film Helga. Elle affirme « qu'il s'agit du premier film qui montre un accouchement à l'écran » et médiatise sa sortie en faisant stationner des ambulances devant la salle de cinéma en disant : « les gens feront un malaise à la vue du film ».
Le New York Times décrit Marina Cicogna comme « la première grande femme italienne productrice de films » et « l'une des femmes les plus puissantes du cinéma européen ». Elle produit des films tels que Il était une fois dans l'Ouest, Enquête sur un citoyen au-dessus de tout soupçon, et François et le Chemin du soleil.
Pendant vingt ans, elle est en couple avec l'actrice Florinda Bolkan. 
Son intérêt pour la photographie a conduit à la publication de deux livres, l'un d'eux comporte les images de sa famille, dans leur maison du  XVIIIe siècle, à Tripoli.
Marina Cicogna est morte à Rome le 4 novembre 2023 à l'âge de 89 ans des suites d'une longue maladie.

## Filmographie
- 1968 : Les Jeunes Tigres (I giovani tigri) d'Antonio Leonviola
- 1969 : Disons, un soir à dîner (Metti, una sera a cena) de Giuseppe Patroni Griffi
- 1969 : Médée (Medea) de Pier Paolo Pasolini
- 1969 : Mon oncle Benjamin d'Édouard Molinaro
- 1970 : Les Hommes contre (Uomini contro) de Francesco Rosi
- 1970 : Enquête sur un citoyen au-dessus de tout soupçon (Indagine su un cittadino al di sopra di ogni sospetto) d'Elio Petri
- 1971 : La classe ouvrière va au paradis (La classe operaia va in paradiso) d'Elio Petri
- 1971 : Romance (Incontro) de Piero Schivazappa
- 1972 : François et le Chemin du soleil (Fratello sole, sorella luna) de Franco Zeffirelli
- 1972 : Mimi métallo blessé dans son honneur (Mimì metallurgico ferito nell'onore) de Lina Wertmüller
- 1972 : Un homme à respecter (Un uomo da rispettare) de Michele Lupo
- 1972 : Lo chiameremo Andrea de Vittorio De Sica
- 1973 : La Tour du désespoir (Sepolta viva) d'Aldo Lado
- 1973 : Una breve vacanza de Vittorio De Sica
- 1973 : Film d'amour et d'anarchie (Film d'amore e d'anarchia, ovvero 'stamattina alle 10 in via dei Fiori nella nota casa di tolleranza...) de Lina Wertmüller
- 1975 : Le orme de Luigi Bazzoni
- 1976 : Pudeurs à l'italienne (Il comune senso del pudore) d'Alberto Sordi